# Ламену (язык)
Ламену (Lamen, Lamenu, Lewo, Varmali) — океанийский язык, на котором говорит народ ламену, проживающий в городах Люганвиль и Порт-Вила и в деревне Сара; на северо-западной вершине острова Эпи, Ламену региона Вармали провинции Шефа в Вануату.
У ламену также есть диалекты галокумали и галопаруа. Сходство в лексике: граничит с языком лево, но имеется сильная коренная идентификация в качестве отдельного языка. Используется в детских садах, устная и иногда письменная формы используются в церквях, устно используется также в коммерции. Многие носители ламену также являются двуязычными в языке бислама. Бислама обычно используется с носителями языка лево. Также используют паама. Численность населения ламену и эпи составляла 14.000 человек, но в начале 1900-х годов сократилось до 800 в связи с эпидемией болезни и экономической зависимостью.